# Théâtre de l'Île
Pour le théâtre homonyme de Nouméa (Nouvelle-Calédonie), voir Théâtre de l'île (Nouméa).
Le Théâtre de l'Île est un théâtre municipal situé dans le secteur Hull de la ville de Gatineau au Québec. Le Théâtre de l'Île est le premier théâtre municipal au Québec. À l'origine, l'édifice a été construit, en 1886, en tant que château d'eau. L'édifice devient un théâtre le 11 janvier 1974.

## Histoire
Avant de devenir un théâtre, l'édifice fut, tour à tour, un château d'eau, une boutique de forgeron, un entrepôt, un bureau de coroner, un lieu de rassemblement pour la Légion canadienne et une discothèque.
Le 11 janvier 1974, le théâtre ouvre officiellement ses portes, mais un incendie en détruira l'intérieur le 19 février de la même année. Il faudra attendre le 24 juin 1976 pour la réouverture du théâtre.